# Emissoras Unidas
A Rede de Emissoras Unidas de Rádio e Televisão (também conhecida como Emissoras Unidas) formava o conjunto de emissoras de rádio e TV lideradas por emissoras do grupo Paulo Machado de Carvalho.

## História
A história da Rede de Emissoras Unidas de Televisão e Rádio confunde-se em alguns pontos com as histórias da TV Record e da TV Rio. Em 1924, a RCA inaugurou a Rádio Transmissora no Rio de Janeiro, em 1928 um grupo de empresários paulistas funda em São Paulo a Rádio Record. Em 1931 a Rádio Record é vendida para Paulo Machado de Carvalho, empresário paulista. Em 1935 conforme a política instituída pelo Estado Novo de Getúlio Vargas, a Rádio Transmissora foi vendida para empresários cariocas mudando seu nome para Rádio Rio.

### Década de 1940: o início das rádios Record e Rio
Na década de 1940, a Rádio Rio recebe a concessão do canal 13 do Rio de Janeiro e a Rádio Record recebe a concessão do canal 7 de São Paulo. Em 1946 Paulo Machado de Carvalho reúne as emissoras de sua propriedade em São Paulo: Rádio Record, Rádio Excelsior, Rádio São Paulo, Rádio Panamericana, Rádio Bandeirantes e Rádio Cultura em uma associação que resolve chamar de Rede de Emissoras Unidas de Rádio. Em 1948 a Rádio Bandeirantes é vendida para Adhemar de Barros.

### Década de 1950: o início das TVs Record e Rio

Anúncio destacando as emissoras componentes da Rede das Emissoras Unidas na época de sua fundação

Em 1952, a Rádio Rio foi entregue ao Governo Federal que trocou seu nome para Rádio Mauá e deu-a ao Ministério do Trabalho, que não tinha interesse na emissora de televisão. A concessão do canal 13 do Rio de Janeiro foi vendida para uma associação entre Paulo Machado de Carvalho e seu cunhado João Batista do Amaral, também conhecido como "Pipa" Amaral.
Em 1953 a Rádio Excelsior é vendida para as Organizações Victor Costa e Paulo Machado de Carvalho inaugura a TV Record de São Paulo. Com as despesas para a montagem da TV Record em São Paulo, Paulo Machado de Carvalho desinteressou-se pela emissora carioca e vendeu a sua parte ao seu primo "Pipa" Amaral, ambos porém concordaram que para enfrentar sua principal concorrente, a TV Tupi, tanto do Rio de Janeiro quanto a de São Paulo,  deveriam se associar. Essa associação em 1957 acabou incluindo a futura TV Rio e a TV Record na Rede de Emissoras Unidas de Televisão.
Com a inauguração da TV Rio em 1955, a Rede de Emissoras Unidas de Televisão se fortaleceu, passando a ter um representante no Rio de Janeiro. Em 1956, um incêndio nos estúdios da Rádio São Paulo abala a estrutura das Emissoras Unidas, mesmo assim, em 1956, Paulo Machado de Carvalho e João Batista do Amaral, decidem construir um "link" entre Rio de Janeiro e São Paulo, a exemplo dos que existiam nos Estados Unidos, através de transmissão "cidade a cidade" via UHF, que era na época a forma mais moderna de transmissão a longa distância. A TV Rio construiria o link até a metade do percurso, entre o Rio de Janeiro e Guaratinguetá em São Paulo e a TV Record completaria o "link" para São Paulo.
Em 1957 é realizada a primeira transmissão ao vivo do Rio de Janeiro para São Paulo, o "Grande Prêmio Brasil de Turfe", direto do Hipódromo da Gávea. Ainda em 1957 foi transmitida a partida de futebol entre Brasil e Inglaterra, direto do Maracanã, amistoso importante como preparatório para a Copa de 58 e também a inauguração das primeiras subestações, em Santos SP da TV Record e em Guaratinguetá SP (o canal 12), cidade vizinha a Aparecida do Norte, da TV Rio, que transmitiu a missa em 12 de outubro direto da Basílica de Aparecida. Em 1958 é lançado pelas duas emissoras, a TV Rio e a TV Record, um programa diário o Show 713 (sete da TV Record e treze da TV Rio), que era produzido pelas duas emissoras em conjunto, de segunda a sexta, ao meio dia. O programa durou até 1962, quando foi substituído por novas atrações vespertinas das duas emissoras.
Outras produções também se utilizaram do "link" de transmissão direta entre as duas cidades, como: A Turma dos Sete (programa infantil produzido pela TV Record e exibido de segunda a sexta às sete horas e sete minutos da noite), Noites Cariocas (show noturno produzido pela TV Rio e exibido às sextas feiras), Gessy às dez (programa de entrevistas apresentado por Tonia Carrero na TV Record, sexta às dez da noite, patrocinado por Gessy Lever) e muitos outros.
Nos anos seguintes, surgiram novas sub-estações como em Nova Friburgo RJ (o canal 3), em Juiz de Fora MG (o canal 5), em Campos dos Goytacazes RJ (o canal 8), em Vitória ES (o canal 2), em Cachoeiro de Itapemirim ES (o canal 5), em Conselheiro Lafaiete MG (o canal 6) e em Belo Horizonte MG (o canal 12).

### Década de 1960
Em abril de 1960 a TV Rio inaugura a TV Alvorada de Brasília, ampliando a área de atuação, mas, em maio daquele ano, um grande incêndio destrói os estúdios da TV Record, fazendo com que a emissora de televisão paulista passe a transmitir vários programas diretos da TV Rio, até que possa recompor sua estrutura. No início da década de 1960, juntou-se à Rede das Emissoras Unidas, a TV Gaúcha canal 12 de Porto Alegre, hoje RBS, a TV Jornal do Commercio canal 2 de Recife e a TV Paranaense canal 12 de Curitiba (atual RPC Curitiba).

#### Desentendimentos e reestruturação
Em 1967, com o desentendimento entre as emissoras principais TV Rio e TV Record (a TV Rio adquiriu direitos de transmissão da novela da TV Tupi São Paulo, O Direito de Nascer em 1964 e recusava-se a exibir alguns programas de São Paulo e a TV Record, em retaliação, vendeu direitos de exibição da Família Trapo e "Essa Noite se Improvisa" para a TV Tupi Rio de Janeiro em 1967 e 1968); a associação começou a desintegrar-se e numa tentativa de reestruturação mudou de nome em 1967 para REI (Rede de Emissoras Independentes). Também em 1967 a TV Rio vende o canal 12 de Belo Horizonte, o canal 6 de Conselheiro Lafaiete e o canal 5 de Juiz de Fora para a Rede Globo. Mas as desavenças continuaram, a TV Rio comprou os direitos de exibição no Rio de Janeiro de programas diversos da TV Bandeirantes, tais como o "Sítio do Pica-pau Amarelo", "Teatro Cacilda Becker" e algumas novelas como Nunca É Tarde Demais e Era Preciso Voltar.

### Década de 1970: o fim da Rede de Emissoras Unidas de Rádio e Televisão

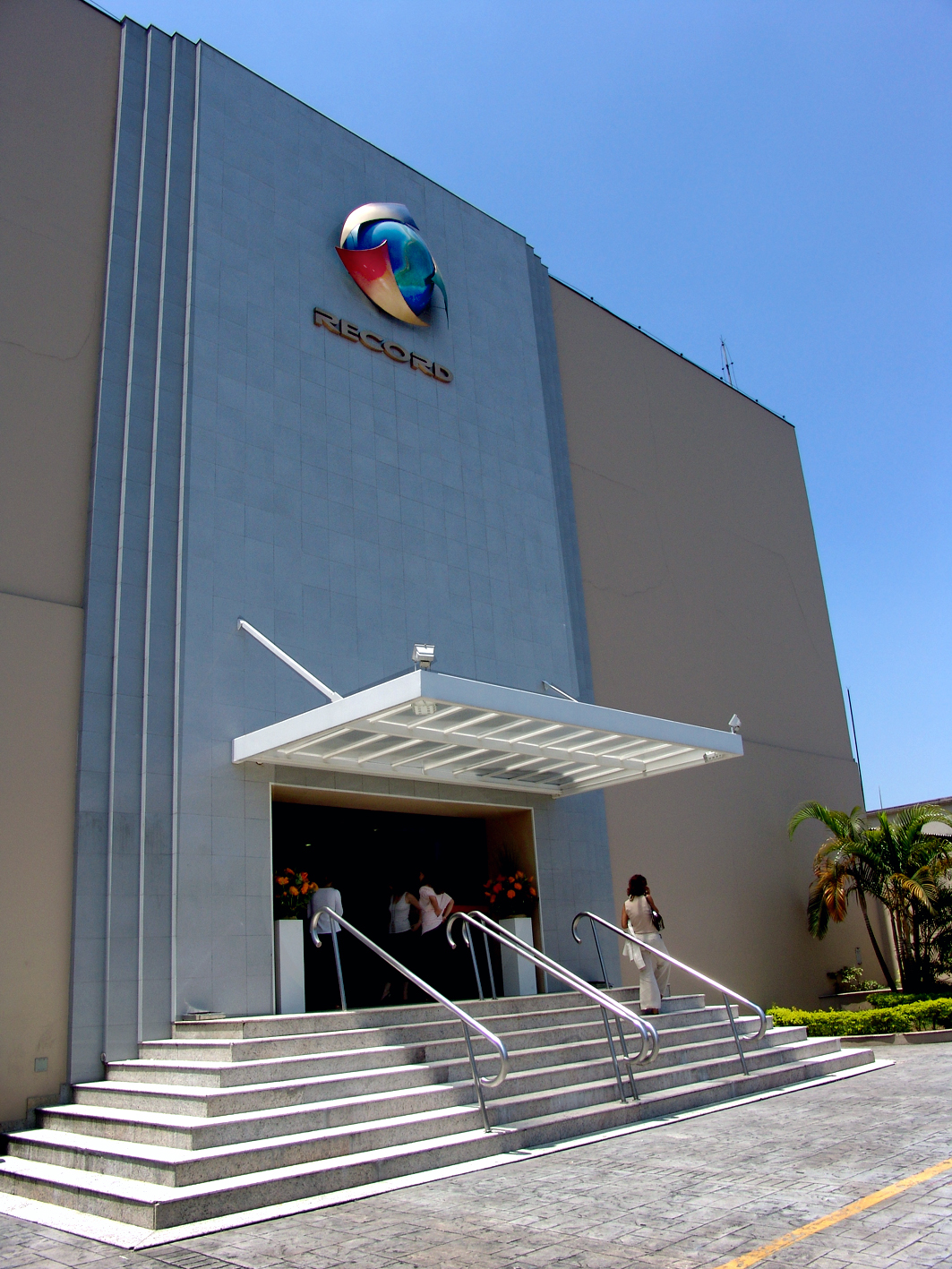
Sede da Rede Record, o atual Teatro Record, em São Paulo, localizado hoje na Barra Funda.

Os problemas se arrastaram até o início da década de 1970 quando a TV Alvorada e a TV Rio foram vendidas em 1972 para a Ordem dos Frades Menores Capuchinhos, mantenedora da TV Difusora de Porto Alegre. Por essa época várias emissoras da rede já haviam migrado para a Rede Globo, encerrando de vez a associação entre as emissoras.

### As integrantes hoje
A TV Record de São Paulo lidera atualmente a RecordTV, rede de televisão controlada por Edir Macedo. Integra também a rede a TV Alvorada, hoje RecordTV Brasília. A TV Rio foi vendida na década de 1970 para os proprietários da TV Difusora de Porto Alegre, e com uma programação de enlatados já exaurida pelas concorrentes cariocas além de programas de menor expressão, se afundou em dívidas e foi extinta em 5 de abril de 1977. O canal 13 só foi reativado com uma nova TV Rio a partir de 1º de junho de 1988, tendo à frente o pastor Nilson Fanini e o político Múcio Athayde. A emissora seria vendida para o  Grupo Record  em 1992, tornando-se a atual RecordTV Rio.
As repetidoras de Belo Horizonte, Juiz de Fora e Campos dos Goytacazes hoje integram a Rede Globo, assim como a TV Gaúcha (hoje RBS TV), a TV Paranaense (atual RPC Curitiba), a TV Morena (atual RMT) e a TV Anhanguera. Das afiliadas, apenas a TV Jornal e a retransmissora de Nova Friburgo (SBT Interior RJ) foram para o SBT. A retransmissora de Cachoeiro de Itapemirim hoje abriga uma retransmissora da TV Canção Nova.
Das rádios, cada emissora trilhou seu rumo:
A Rádio Bandeirantes e a Rádio Panamericana hoje formam gigantes redes de rádio, sendo que a Panamericana hoje se divide em Rede Jovem Pan, Jovem Pan News e Jovem Pan FM (respectivamente para os segmentos jornalístico local, jornalístico hard news e jovem). Além da Rádio Bandeirantes propriamente dita, existem as redes Band FM (segmento popular) e, BandNews FM (jornalística de transmissão exclusiva em FM), além de operar emissoras em outras cidades.
As Rádios Record e SP foram vendidas para Edir Macedo. As emissoras transmitem em AM a programação da Igreja Universal do Reino de Deus.
A Rádio Cultura hoje transmite em caráter público/educacional, com programação musical.
A Rádio Excelsior foi extinta em 30 de setembro de 1991, e o nome Excelsior hoje serve de razão social para a sua sucessora CBN São Paulo, cabeça de rede da CBN.
A Rádio Anhanguera AM hoje foi revendida e virou a Rádio Daqui, e a emissora FM é a atual CBN Goiânia.
A Rádio Gaúcha hoje firma-se como a maior rede de rádios do Sul do país, também pertencente ao Grupo RBS.

## Slogans
- 25 de Abril de 1956: Rêde Unidas de Rádio. 100 quilômetros a frente.
- 26 de Maio de 1956: Rêde Unidas de Rádio. 500 quilômetros a frente.

## Emissoras

### Rádio
| Emissora                | Frequência  | Cidade, UF         | Situação atual                                                               | Proprietário atual                     |
| ----------------------- | ----------- | ------------------ | ---------------------------------------------------------------------------- | -------------------------------------- |
| Rádio Anhanguera        | AM 1230 kHz | Goiânia, GO        | Rádio Daqui                                                                  | Grupo Jaime Câmara                     |
| Rádio Bandeirantes      | AM 840 kHz  | São Paulo, SP      | Rádio Bandeirantes São Paulo, emissora própria da Rede Bandeirantes de Rádio | Grupo Bandeirantes de Comunicação      |
| Rádio Excelsior         | AM 780 kHz  | São Paulo, SP      | CBN São Paulo, emissora própria da CBN; Opera em FM 90,5 MHz                 | Sistema Globo de Rádio                 |
| Rádio Gaúcha            | AM 680 kHz  | Porto Alegre, RS   | Emissora própria da Rede Gaúcha SAT; Opera em AM 600 kHz e FM 93,7 MHz       | Grupo RBS                              |
| Rádio Jovem Pan         | AM 620 kHz  | São Paulo, SP      | Jovem Pan News São Paulo, emissora própria da Jovem Pan News                 | Grupo Jovem Pan                        |
| Rádio Record            | AM 1000 kHz | São Paulo, SP      | Independente                                                                 | Grupo Record                           |
| Rádio Rio               | AM 1130 kHz | Rio de Janeiro, RJ | Rádio Contemporânea; Opera em AM 990 kHz                                     | Grupo Record                           |
| Rádio Santo Amaro       | AM 730 kHz  | Santo Amaro, SP    | Rádio Nova Morada; Opera em AM 1260 kHz                                      | Sistema de Comunicação Roberto Montoro |
| Rádio São Paulo         | AM 920 kHz  | São Paulo, SP      | Opera em AM 960 kHz                                                          | Igreja Universal do Reino de Deus      |
| Rádio Sociedade Cultura | AM 1200 kHz | São Paulo, SP      | Rádio Cultura Brasil                                                         | Fundação Padre Anchieta                |

### Televisão
Próprias
| Emissora          | Canal  | Cidade, UF         | Período de adiliação | Situação atual                                   | Proprietário atual |
| ----------------- | ------ | ------------------ | -------------------- | ------------------------------------------------ | ------------------ |
| TV Alvorada       | 8 VHF  | Brasília, DF       | 1960 – 1967          | RecordTV Brasília, emissora própria da RecordTV  | Grupo Record       |
| TV Belo Horizonte | 12 VHF | Belo Horizonte, MG | 1963-1967            | TV Globo Minas, emissora própria da Rede Globo   | Grupo Globo        |
| TV Record         | 7 VHF  | São Paulo, SP      | 1959 – 1967?         | RecordTV São Paulo, emissora própria da RecordTV | Grupo Record       |
| TV Rio            | 13 VHF | Rio de Janeiro, RJ | 1959 – 1967          | Extinta                                          | —                  |

Afiliadas
| Emissora               | Canal  | Cidade           | Período de afiliação | Situação atual                             | Proprietário atual                         |
| ---------------------- | ------ | ---------------- | -------------------- | ------------------------------------------ | ------------------------------------------ |
| TV Gaúcha              | 12 VHF | Porto Alegre, RS | 1962 – 1963          | RBS TV Porto Alegre, afiliada à Rede Globo | Grupo RBS                                  |
| TV Jornal do Commercio | 2 VHF  | Recife, PE       | 1960 – 1963          | TV Jornal, afiliada ao SBT                 | Sistema Jornal do Commercio de Comunicação |
| TV Paranaense          | 12 VHF | Curitiba, PR     | 1960 – 1965          | RPC Curitiba, afiliada à Rede Globo        | Grupo Paranaense de Comunicação            |